# Energetik FC
El Energetik Football Club es un club de fútbol de la ciudad de Mingachevir, Azerbaiyán. Juega en la Primera División de Azerbaiyán.  

## Historia
El club se estableció en 1966 y participó en la Segunda Liga soviética y la Liga Premier de Azerbaiyán con los siguientes nombres, Textilshchik (1966–1970), Avtomobilist (1980–1987), Kur Mingachevir (1990–1993), Kur-Nur Mingachevir (1993–1998). El club se restableció al comienzo de la temporada 2003-04 con su actual nombre Energetik Mingachevir FK perteneciente a Mingachevir HPP (Mingachevir Hydro Power Plant).
Las temporadas pasadas el club participa en el segundo nivel del campeonato de Azerbaiyán y no puede obtener buenos resultados. En la temporada 2004-05, Energetik ascendió a la Premier League pero se retiró debido a problemas financieros.
- Datos: Q1858383
- Multimedia: Energetik FC / Q1858383